# مسجد سلمان
مسجد سلمان هو مسجد تاريخي يعود إلى عصر الدولة البهلوية، ويقع في طهران.